# Campeonato Francês de Voleibol Feminino
O Campeonato Francês de Voleibol Feminino é a principal competição de clubes de voleibol masculino da França. É disputada desde a temporada 1940/1941. É dividido em duas divisões: Ligue A e Ligue B. É uma das ligas nacionais mais fortes da Europa. O torneio é organizado pela Ligue Nationale de Volley (LNV), entidade filiada à Federação Francesa de Voleibol (FFVB) e permite o acesso de seu campeão e vice à Liga dos Campeões da Europa e de seu terceiro e quarto colocados à Copa CEV.

## Edição atual
Equipes que disputaram a temporada 2019/2020: